# Heterocromía
La heterocromía (en oftalmología conocida como Heterochromia iridum) es una anomalía de los ojos en la que los iris son de diferente color; también puede llegar a afectar a la piel o el cabello, pero el caso más común es en los ojos, total o parcialmente. Los ojos pueden ser de colores distintos (Heterocromía completa), o puede ser una sección del iris distinta al resto en ambos ojos (Heterocromía parcial). La heterocromía ocurre cuando una persona o un individuo de otra especie animal tiene demasiada o muy poca melanina en el cuerpo; este es un compuesto que crea pigmento y se encuentra en animales.
La heterocromía se presenta con mucha frecuencia y puede ser congénita (presente desde el nacimiento) o adquirida.

## Causas

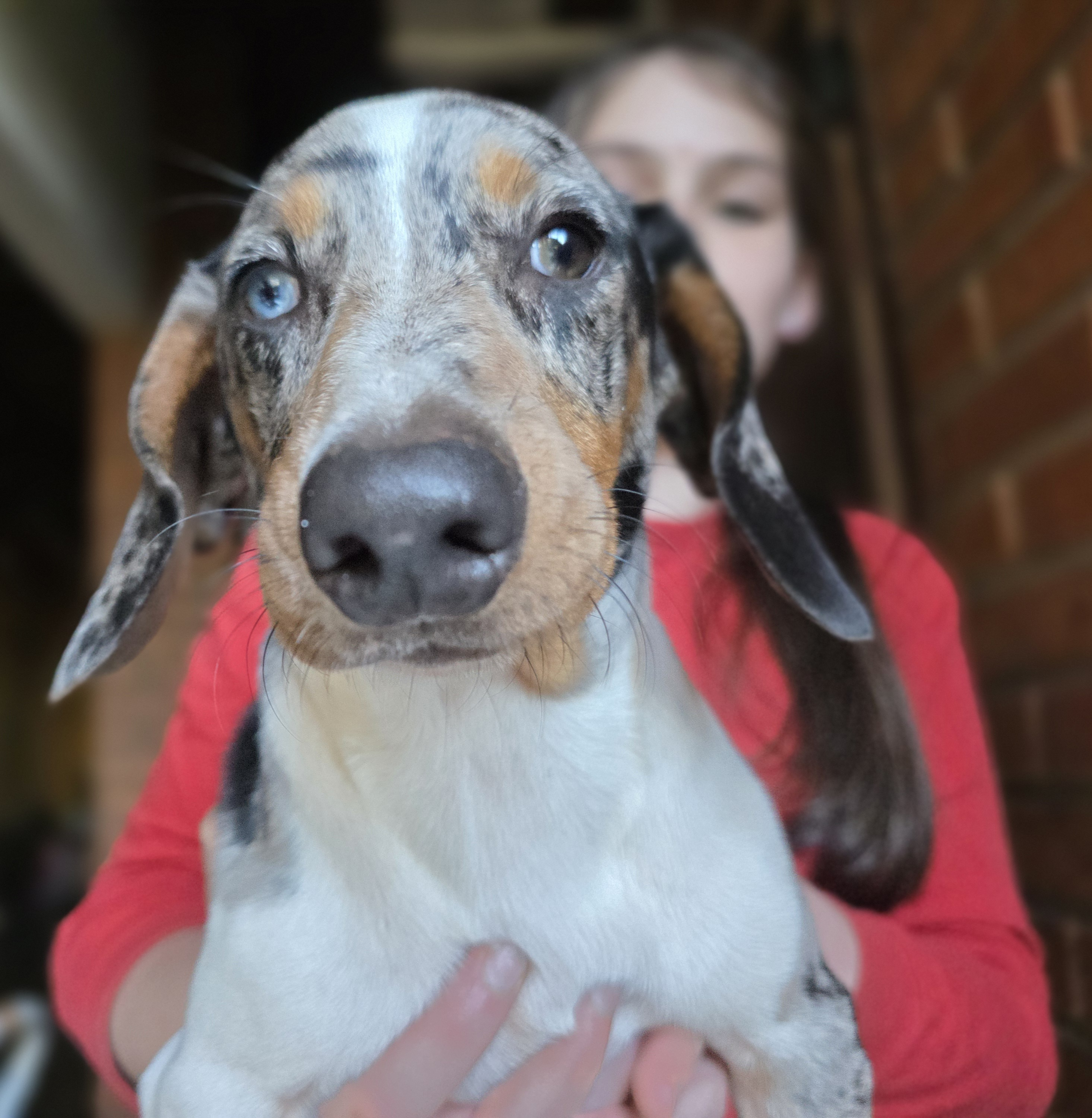
Perro salchicha con heterocromía completa.

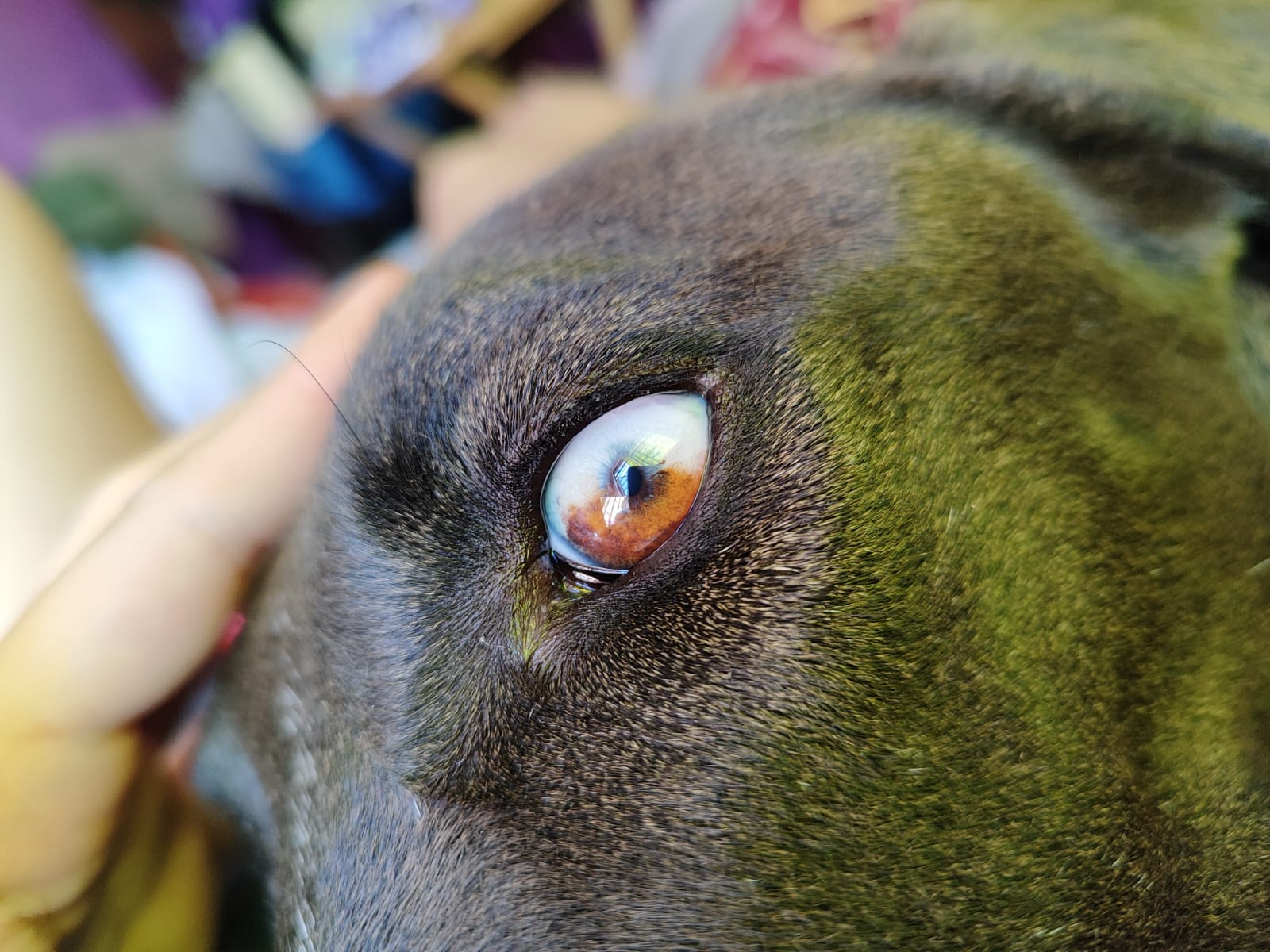
Heterocromía parcial en perro.

La heterocromía puede ser causa de una enfermedad, una lesión, un mosaicismo genético, o un rasgo genético heredado. Los ojos de diferente color también pueden ocurrir debido a una hemorragia o un objeto extraño en el ojo, un glaucoma o algunos medicamentos para tratarla. Incluso una leve inflamación del ojo puede causar esta condición.

## Tipos de heterocromía

### Heterocromía completa y heterocromía parcial
La heterocromía completa es más común en los gatos, aunque puede afectar a los seres humanos. Con mayor frecuencia, el gato tiene un ojo azul y un ojo castaño. También ocurre entre los perros, sobre todo en las razas Husky Siberiano y de Dálmata, algunos caballos, vacas, búfalos y algunos hurones. La heterocromía parcial es más común en los perros de razas específicas, como el Border Collie y el pastor australiano.

### Heterocromía central
La heterocromía central aparece cuando la parte central de la pupila del iris es de un color diferente al de la parte media-periférica o ciliar, formando un anillo central alrededor de la pupila del ojo. Este tipo es más común en los diafragmas que contienen bajos niveles de melanina. El verdadero color es en realidad el anillo exterior, mientras que el anillo central muestra el color afectado por la heterocromía.

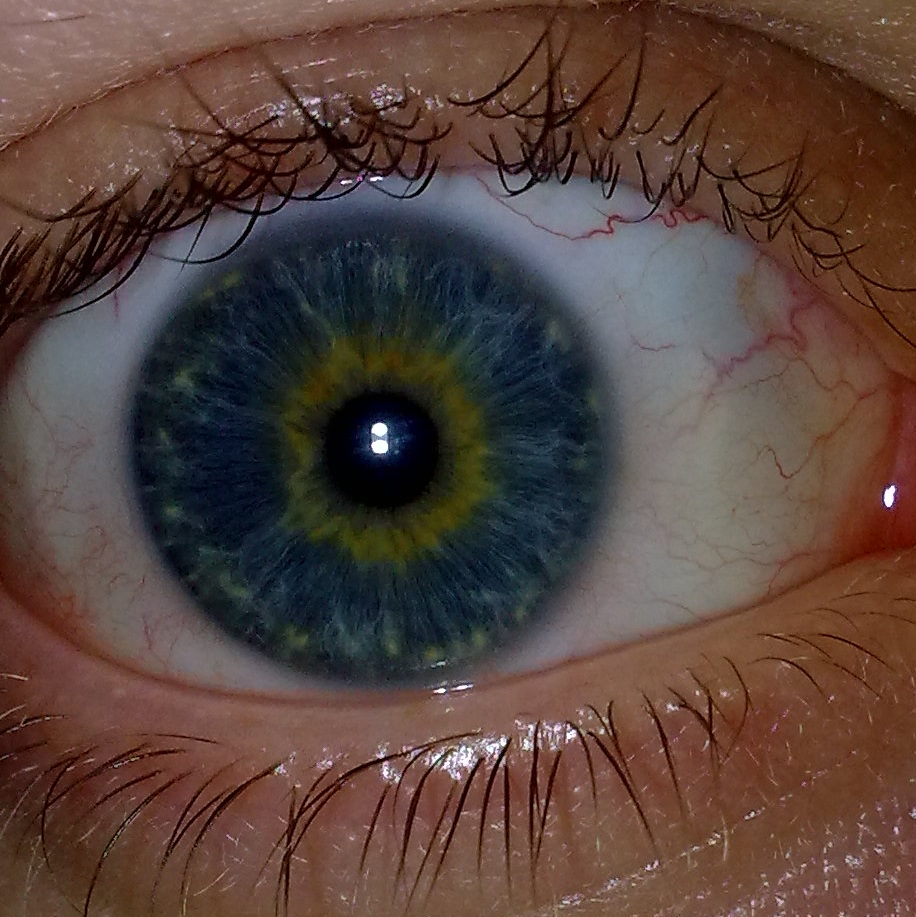
Ojo con heterocromía central azul y amarillo.
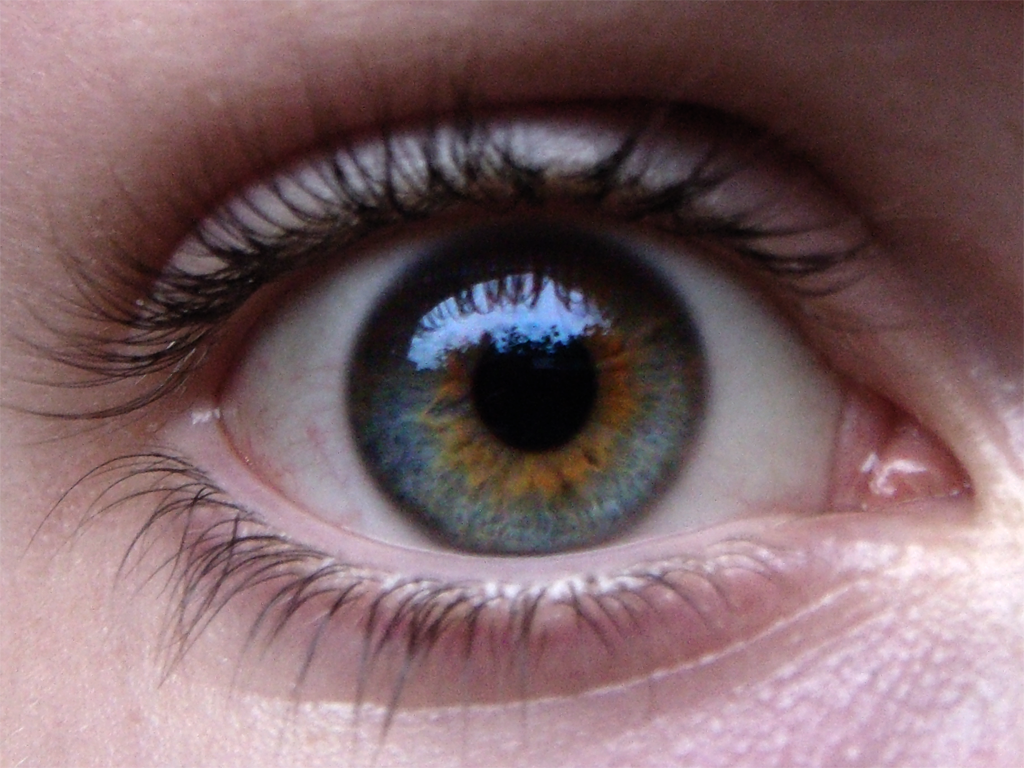
Ojo con heterocromía central azul y marrón.
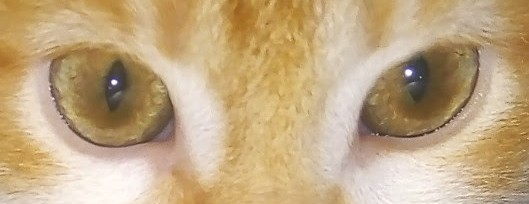
Gato con heterocromia central, el color marron siendo el color predominante y el verde siendo el menos dominante.

### Heterocromía congénita
La forma congénita es la más rara, y está presente desde el nacimiento. Puede estar asociada con algunas enfermedades raras, como la neurofibromatosis, el Síndrome de Waardenburg o el Síndrome de Claude-Bernard-Horner. Se presenta de forma habitual en los gatos y en los perros de raza Husky siberiano, Collie de la frontera o Bobtail, Dálmata, Gran Danés y Pastor Australiano.

### Heterocromía adquirida
La forma adquirida puede deberse a un traumatismo, al depósito de pigmentos, a la administración de fármacos a nivel ocular (como las prostaglandinas), sangrado en el ojo producido por un golpe; inflamación ocular consecuencia de otras condiciones médicas o problemas inmunes, o una inflamación de la capa media de ojo, conocida como uveítis. En casos de heterocromía adquirida, se debe realizar un completo análisis del ojo y el resto del cuerpo, para dar con la causa y así comenzar el tratamiento adecuado, ya que también puede ser una señal de tumores en el ojo.

## Diagnóstico
Se debe consultar con el médico cualquier cambio en el color del ojo que se note. La persona necesitará un examen completo de los ojos y un informe de los otros síntomas que esté experimentando para determinar el problema subyacente. Si un bebé tiene los ojos de colores diferentes, debe ir al pediatra, y probablemente a un oftalmólogo.